# 河北街道 (雅安市)
河北街道，是中华人民共和国四川省雅安市雨城区下辖的一个乡镇级行政单位。2019年12月，撤销北郊镇，将原北郊镇斗胆村、沙溪村、新一村、红星村、联坪村所属行政区域划归河北街道管辖。

## 行政区划
河北街道下辖以下地区：
挺进路社区、南二路社区、康藏路社区和斗胆社区。